# Tamsir Jupiter Ndiaye
Pour les articles homonymes, voir Ndiaye.
Tamsir Jupiter Ndiaye est un journaliste sénégalais.

## Biographie
Tapsir Birane Ndiaye naît en 1972. Il fait ses études à l'Université Gaston-Berger de Saint-Louis. Il devient enseignant de français et de philosophie en lycée.
Il travaille comme chroniqueur pour le journal Kocc, puis pour l'hebdomadaire Nouvel Horizon. Il se fait connaître et apprécier par sa plume et ses analyses,. 
En octobre 2012, il est placé sous mandat de dépôt en même temps qu'un commerçant, pour « acte contre nature » et coups et blessures volontaires. Aides Sénégal, une association de défense des droits humains, lui apporte son soutien et annonce son intention de saisir l'ONU et le président de la république française. Son avocat fait part des difficultés à défendre une personne accusée d'homosexualité au Sénégal, et proclame en la déplorant la « mort » sociale de son client. Tamsir Jupiter Ndiaye est condamné à quatre ans de prison ferme. Par la voix du porte-parole de sa famille, Tamsir Jupiter Ndiaye nie être homosexuel et refuse à nouveau le soutien des organisations de défense des droits humains. Il fait appel de sa condamnation, et celle-ci est réduite de deux ans en juillet 2013. Il bénéficie ensuite d'une liberté conditionnelle.
En juin 2015, il est placé en garde à vue et poursuivi dans une seconde affaire pour « actes impudiques ou contre nature commis sur un mineur de moins de 21 ans, enlèvement sans fraude ni violence sur mineur de moins de 18 ans, conduite en état d’ébriété ou sous l’emprise d’un état alcoolique ». Après vérification de l'âge de son accusateur, les faits sont requalifiés en « acte contre nature commis sur une personne du même sexe » et il est condamné à six mois de prison. Il purge sa peine à la Maison centrale d'arrêt de Dakar Rebeuss, où se trouve alors également Karim Wade.
Pris d'un malaise le 12 juin 2017, il est hospitalisé au Centre hospitalier national universitaire de Fann où il décède le jour suivant. Il est inhumé au cimetière de Yoff. Après sa mort, il est révélé qu'il travaillait sous pseudonyme pour le titre de presse Rewmi.